# Spoetnik 6
Spoetnik 6 (Russisch: Корабль-Спутник 3,  Korabl Spoetnik 3, wat betekent Schip-Satelliet 3) of Vostok-1K No.3) bekend als Spoetnik 6 in het Westen, was een Russische ruimtevlucht uit 1960. Twee honden, Ptsjolka en Moesjka, fungeerden als proefkonijnen. Dit was een testvlucht uit het Vostokprogramma, dat ten doel had een mens in de ruimte te brengen. Het duo keerde echter niet levend terug.

## Aanloop

### Eerste testen
In de jaren '50 brachten de Russen voortdurend verbeteringen aan in hun lange afstandsraket R1. Deze kon een capsule met twee honden vervoeren en had een massa van 650 tot 760 kg. Biomedische vluchten classificeerde de USSR als topgeheim. Pas vanaf 1958 stond het regime publicatie van wetenschappelijk onderzoek toe, zij het onder pseudoniem. Het duurde tot na de geslaagde Vostok 1 en 2 missies alvorens papers met de werkelijke namen van de Sovjetgeleerden werden toegestaan.

### Koroljovs ruzie met Defensie
Chef-ontwerper Sergej Koroljov verschilde danig van mening met Defensie. Koroljov tekende op 15 september 1958 voor de goedkeuring van de blauwdrukken van het Vostok-ontwerp. Zo kon hij de plannen naar de fabrikanten sturen. Het leger lag echter dwars; dat gaf liever voorrang aan spionagesatellieten. Op 22 mei 1959 kwam ten langen leste goedkeuring af. Dit behelsde één ontwerp, dat naar keuze kon worden ingezet als bemand ruimtevaartuig of spionagesatelliet.

## Vluchtverloop
Spoetnik 6 (type: Vostok-1K) had een massa van 4563 kg en was uitgerust met een televisiesysteem en andere wetenschappelijke instrumenten.  De paranoia van het Kremlin in de Koude Oorlog was groot; de terugkeercapsule werd daarom voorzien van een zelfvernietigingssysteem.
De Spoetnik 6 werd gelanceerd op 1 december 1960 om 7.26 uur UTC met een SS-6 Sapwood draagraket op Tjoeratam vanaf kosmodroom Bajkonoer. Het toestel kwam in een baan met een apogeum van 232 km, een perigeum van 166 km en een omlooptijd van 88,47 minuten. De inclinatie bedroeg 64,97° bij een excentriciteit van 0,00501. Na een vlucht van een dag kende de terugkeerfase een slecht verloop. Mogelijk functioneerde de TDU-1 retroraket niet goed. De TDU-1 ontbrandde weliswaar, maar gaf de terugkeercapsule niet de juiste impuls. Hierop besloot de vluchtleiding de capsule met Ptsjolka en Moesjka op te blazen. Dit verhinderde dat interessante wrakstukken in handen van buitenlande mogendheden vielen. Spoetnik 6 keerde op 2 november terug in de dampkring en verbrandde.